# Ruisseau de Carrofoul
Le ruisseau de Carrofoul est une rivière du sud de la France. C'est un affluent direct du Tarn en rive gauche, donc un sous-affluent de la Garonne.

## Géographie
De 13,7 km de longueur, le ruisseau de Carrofoul prend sa source commune de Puygouzon et se jette dans le Tarn en rive gauche commune de Marssac-sur-Tarn.

## Département et communes traversées
- Tarn : Lamillarié, Saliès, Le Sequestre, Carlus, Marssac-sur-Tarn, Puygouzon, Terssac, Castelnau-de-Lévis.

## Principaux affluents
- L'Amadenque : 4,9 km
- Ruisseau Rieumas : 7 km
- Ruisseau Lavergne : 7,1 km